# محمية عموم فلسطين
كانت محمية عموم فلسطين، أو ببساطة عموم فلسطين، المعروفة أيضا بـمحمية غزة وقطاع غزة، دولة زبونة قصيرة العيش باعتراف محدود، يقابلها مجال قطاع غزة الحديث، التي أنشئت في المنطقة التي استولت عليها مملكة مصر خلال الحرب العربية الإسرائيلية عام 1948، وسمح لها بأن تكون محمية خاضعة لحكومة عموم فلسطين. وقد أعلنت المحمية في 22 سبتمبر 1948 في مدينة غزة، وتم تشكيل حكومة عموم فلسطين. وكان رئيس الوزراء في الإدارة العليا لغزة أحمد حلمي باشا والرئيس الحاج أمين الحسيني، الرئيس السابق للجنة العربية العليا. في ديسمبر 1948، وبعد ثلاثة أشهر فقط من صدور الإعلان، نقلت حكومة فلسطين إلى القاهرة، ولم يسمح لها بالعودة إلى غزة، مما جعلها حكومة في المنفى. وبموجب قرار آخر من جامعة الدول العربية بشأن وضع قطاع غزة تحت الحماية الرسمية لمصر، جردت الحكومة جميعها تدريجيا من السلطة إلى أن تم حلها نهائيا في عام 1959، واندمجت بشكل قانوني في الجمهورية العربية المتحدة ولكنها حولت غزة بحكم الأمر الواقع إلى منطقة احتلال عسكري من مصر.
هناك اختلافات في الرأي بشأن ما إذا كانت محمية فلسطين كلها مجرد دمية أو واجهة للاحتلال المصري، بتمويل أو تأثير مستقل لا يذكر، أو ما إذا كانت محاولة حقيقية لإقامة دولة فلسطينية مستقلة. وعلى الرغم من أن حكومة فلسطين كلها تدعي الولاية القضائية على الانتداب البريطاني على فلسطين السابق بأكمله، فإن ولايتها القضائية لا تمتد في أي وقت إلى ما هو أبعد من قطاع غزة، مع ضم الضفة الغربية من قبل شرق الأردن وإسرائيل التي تحتفظ ببقية ولايتها. وتعتمد محمية عموم فلسطين اعتمادا كليا على الحكومة المصرية لتمويلها وعلى الأونروا للتخفيف من محنة اللاجئين الفلسطينيين في قطاع غزة. وفي الواقع، كانت محمية فلسطين بحكم الواقع، خلال معظم وجودها، إدارة مصرية بحكم الأمر الواقع، على الرغم من أن مصر لم تطالب قط بأي أرض فلسطينية أو ضمتها إليها. ولم تقدم مصر جنسية الغزيين الفلسطينيين. وقد أصدر الفلسطينيون الذين يعيشون في قطاع غزة ومصر جوازات سفر لكل فلسطين، ولم يسمح لهم بالدخول بحرية إلى مصر. إلا أن هذه الجوازات لم تعترف بها سوى ست دول عربية.

## الإسم
وفقًا للأكاديمي الإسرائيلي زفي إلبيلج فإن مصطلح "كل فلسطين" صيغ لمنع أي انتقاد محتمل من قبل الملك عبد الله الأول ملك الأردن بأن إنشاء حكومة فلسطينية يعني قبول خطة التقسيم.

## تاريخ
تم تأسيس المحمية في المنطقة التي استولت عليها مملكة مصر خلال الحرب العربية الإسرائيلية عام 1948. وأعلن عن جميع فلسطين في 22 سبتمبر 1948 في مدينة غزة، وتم تشكيل حكومة عموم فلسطين. وكان رئيس الوزراء في الإدارة العليا لغزة أحمد حلمي باشا والرئيس الحاج أمين الحسيني، الرئيس السابق للجنة العربية العليا. في ديسمبر 1948، وبعد ثلاثة أشهر فقط من صدور الإعلان، نقلت حكومة فلسطين إلى القاهرة، ولم يسمح لها بالعودة إلى غزة، مما جعلها حكومة في المنفى. وبموجب قرار آخر من جامعة الدول العربية بشأن وضع قطاع غزة تحت الحماية الرسمية لمصر، جردت الحكومة جميعها تدريجيا من السلطة إلى أن تم حلها نهائيا في عام 1959، واندمجت بشكل قانوني في الجمهورية العربية المتحدة ولكنها حولت غزة بحكم الأمر الواقع إلى منطقة احتلال عسكري من مصر.

### مقدمة
أشرفت مصر على حكومة فلسطين في غزة بصفتها وصية بالنيابة عن جامعة الدول العربية. وقد نص قرار وزاري مصري بتاريخ 1 يونيو/حزيران 1948 على أن جميع القوانين المعمول بها أثناء الانتداب سوف تظل سارية المفعول في قطاع غزة. وفي 8 أغسطس/آب 1948 صدر أمر آخر منح بموجبه أحد الإداريين العامين المصريين صلاحيات المندوب السامي.

### تشكيل
تأسست المحمية في منطقة جيب غزة التي استولت عليها المملكة المصرية خلال الحرب العربية الإسرائيلية عام 1948. أُعلنت قيام دولة فلسطين في 22 سبتمبر 1948 في مدينة غزة وشكلت حكومة فلسطين. وكان رئيس الوزراء في الإدارة التي تتخذ من غزة مقراً لها هو أحمد حلمي باشا وكان الرئيس هو الحاج أمين الحسيني الرئيس السابق للجنة العربية العليا. وفي ديسمبر/كانون الأول 1948 وبعد ثلاثة أشهر فقط من الإعلان نقلت حكومة عموم فلسطين إلى القاهرة ولم يُسمح لها بالعودة إلى غزة مطلقًا مما جعلها حكومة في المنفى.
انتهت الحرب العربية الإسرائيلية باتفاقية الهدنة بين إسرائيل ومصر في 24 فبراير 1949 والتي حددت حدود قطاع غزة. ولم تكن حكومة عموم فلسطين طرفاً في الاتفاقية ولم تشارك في المفاوضات بشأنها.

### 1948–1952
وفي أواخر أكتوبر/تشرين الأول 1948 انتقلت حكومة فلسطين بأكملها إلى القاهرة وأصبحت حكومة في المنفى وفقدت أهميتها تدريجيا. وكان الرئيس الحسيني عضواً في حكومة عموم فلسطين وبقي في المنفى في مصر طيلة أغلب فترة الخمسينيات.

### الانحدار والانحلال
ومع صدور قرار آخر من جامعة الدول العربية بوضع قطاع غزة تحت الحماية الرسمية لمصر في عام 1952 جردت حكومة فلسطين من سلطتها تدريجيا. في عام 1953 حلت الحكومة اسميًا مع أن رئيس الوزراء الفلسطيني حلمي استمر في حضور اجتماعات جامعة الدول العربية نيابة عنها. في عام 1959 دمجت المحمية قانونيًا في الجمهورية العربية المتحدة بينما تحولت غزة فعليًا إلى منطقة احتلال عسكري مصري .

## الوضع القانوني
إرنست أ. غروس، الولايات المتحدة الأمريكية وقد قام المستشار القانوني لوزارة الخارجية بإعداد مذكرة لحكومة الولايات المتحدة بعنوان «الاعتراف بالدول الجديدة والحكومات في فلسطين»، وذلك بتاريخ 11 مايو 1948. ورأى ان «المجتمعين العربي واليهودي سيكون لهم الحق قانونيا في 15 مايو 1948 (تاريخ انتهاء الانتداب البريطاني) لاعلان الدول وتنظيم الحكومات في مناطق فلسطين التي تحتلها المجتمعات المحلية». كما قال جروس إن «قانون الدول يعترف بحق أصيل للأشخاص الذين يفتقرون إلى وكالات ومؤسسات للسيطرة الاجتماعية والسياسية لتنظيم الدولة وإدارة الحكومة.»
ورغم أن هذا المبدأ مقبول بشكل عام في القانون الدولي، فإن رأي غروس كان مجرد نصيحة داخلية لحكومة الولايات المتحدة. وعلى أي حال، فإن الولاية البريطانية قد انتهت في 15 مايو 1948. وبخلاف اللجنة العربية العليا التي أعيد إنشاؤها في عام 1945 من قبل جامعة الدول العربية، لم يكن للمجتمع العربي الفلسطيني أي حكومة، ولا هيكل عسكري إداري أو موحد. واعتمدت على الهدف الذي أعلنته الجامعة العربية في 12 أبريل 1948، وعلى أمل أن تتغلب الجيوش العربية على الطائفة اليهودية الفلسطينية. ومع ذلك، ومع تقدم الحرب، أصبح عدم فعالية اللجنة واضحا.
وعندما بدا أن القوات العربية لن تهزم القوات الإسرائيلية (ومع الملك عبد الله الأول الذي اتخذ خطوات لضم الضفة الغربية)، اتخذت تدابير سياسية جديدة في شكل إحياء للحكومة الفلسطينية كافة. ولكن بحلول نهاية الحرب، أصبحت اللجنة العربية العليا غير ذات صلة على المستوى السياسي.
وهناك اختلافات في الرأي بشأن ما إذا كانت محمية فلسطين كلها مجرد دمية أو واجهة للاحتلال المصري، بتمويل أو تأثير مستقل لا يذكر، أو ما إذا كانت محاولة حقيقية لإقامة دولة فلسطينية مستقلة. وعلى الرغم من أن حكومة فلسطين كلها تدعي أن الولاية القضائية على كامل ولاية فلسطين البريطانية السابقة في أي وقت من الأوقات، فإن ولايتها القضائية الفعلية تمتد إلى ما هو أبعد من قطاع غزة، مع ضم الضفة الغربية من الأردن وإسرائيل إلى ما تبقى منها. وتعتمد محمية عموم فلسطين اعتمادا كليا على الحكومة المصرية لتمويلها وعلى الأونروا للتخفيف من محنة اللاجئين الفلسطينيين في قطاع غزة. انتقلت حكومة عموم فلسطين إلى القاهرة في أواخر عام 1948، حيث أصبحت حكومة في المنفى وانهارت تدريجيا بسبب عجزها، وأصبحت بعد ذلك بأربع سنوات دائرة تابعة لجامعة الدول العربية. تم حلها أخيرا في عام 1959 بمرسوم من ناصر.

## العلاقات الخارجية
وقد انتهت الحرب العربية الإسرائيلية عام 1948 باتفاق الهدنة بين إسرائيل ومصر المؤرخ 24 فبراير 1949، والذي حدد حدود قطاع غزة. لم تكن حكومة فلسطين طرفا في الاتفاق ولم تشارك في مفاوضاتها.
وفي الواقع، كانت محمية فلسطين بحكم الواقع، خلال معظم وجودها، إدارة مصرية بحكم الأمر الواقع، على الرغم من أن مصر لم تطالب قط بأي أرض فلسطينية أو ضمتها إليها. ولم تقدم مصر جنسية الغزيين الفلسطينيين. الفلسطينيون الذين يعيشون في قطاع غزة ومصر قد صدرت لهم جوازات سفر لعموم فلسطين، ولم يُسمح لهم بالتنقل بحرية إلى مصر. إلا أن هذه الجوازات لم تعترف بها سوى ست دول عربية. وتوقفت جوازات السفر عن إصدارها عندما تم حل الحكومة الفلسطينية كافة، على الرغم من أن بعض البلدان ظلت تعترف بها لبعض الوقت.

## الحكومة والسياسة
وقد أنشأت جامعة الدول العربية حكومة عموم فلسطين في 22 سبتمبر 1948 خلال الحرب العربية الإسرائيلية عام 1948 لحكم حماية جميع الفلسطينيين. وسرعان ما اعترف بها جميع أعضاء الجامعة العربية باستثناء شركة ترانسوجدان. وعلى الرغم من أن الولاية القضائية للحكومة قد أعلنت أنها تغطي كامل فلسطين الانتدابية السابقة، فإن ولايتها القضائية الفعلية تقتصر على محمية عموم فلسطين (قطاع غزة). السيد أحمد حلمي باشا رئيس وزراء السلطة في غزة، وكان الرئيس الحاج أمين الحسيني، الرئيس السابق للجنة العربية العليا.
وانعقد المجلس الوطني لعموم فلسطين في غزة في 30 سبتمبر 1948 برئاسة أمين الحسني. وقد أقر المجلس سلسلة من القرارات بلغت ذروتها في 1 أكتوبر 1948 بإعلان الاستقلال على كامل فلسطين، وعاصمتها القدس. على الرغم من أن الحكومة الجديدة تدعي الولاية القضائية على فلسطين بأكملها، فإنها لا تملك أي إدارة، ولا خدمة مدنية، ولا مال، ولا جيش حقيقي خاص بها. واعتمدت رسميا علم الثورة العربية التي كان يستخدمها القوميون العرب منذ عام 1917 وأعادت إحياء جيش الحرب المقدسة بهدف معلن هو تحرير فلسطين.
وفي عام 1957، أنشأ القانون الأساسي لغزة المجلس التشريعي الذي يمكن أن يمرر القوانين التي أعطيت إلى المدير العام الأعلى للموافقة عليها.

### الحكومة

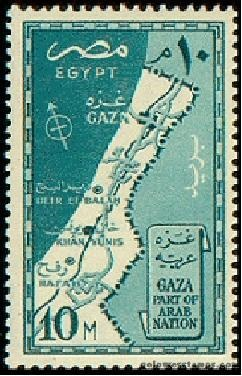
طابع بريدي مصري لقطاع غزة عام 1957 مكتوب عليه "غزة جزء من الوطن العربي"

تأسست حكومة عموم فلسطين من قبل جامعة الدول العربية في 22 سبتمبر 1948 أثناء الحرب العربية الإسرائيلية عام 1948 لحكم محمية عموم فلسطين. وسرعان ما اعترفت بها جميع الدول الأعضاء في جامعة الدول العربية باستثناء شرق الأردن. مع أن اختصاص الحكومة كان معلنًا لتغطية كامل فلسطين الانتدابية السابقة إلا أن اختصاصها الفعلي كان محدودًا بمحمية فلسطين بأكملها (قطاع غزة). وكان رئيس الوزراء في الإدارة التي تتخذ من غزة مقراً لها هو أحمد حلمي باشا وكان الرئيس هو الحاج أمين الحسيني الرئيس السابق للجنة العربية العليا.
ولم تكن للحكومة الجديدة إدارة ولا خدمة مدنية ولا أموال ولا جيش حقيقي خاص بها. وقد اعتمدت رسميا علم الثورة العربية الذي استخدمه القوميون العرب منذ عام 1917 وأحيت جيش الجهاد المقدس بهدف معلن وهو تحرير فلسطين. حلت الحكومة المصرية في عام 1953 واحتفظت فقط بمنصب رئيس الوزراء.

### المجلس الوطني
المجلس الوطني الفلسطيني رسميًا المجلس الوطني الفلسطيني. انعقد في غزة في الأول من أكتوبر 1948 برئاسة أمين الحسيني. وأصدر المجلس سلسلة من القرارات بلغت ذروتها في الأول من أكتوبر/تشرين الأول 1948 بإعلان الاستقلال الفلسطيني على كامل فلسطين والقدس عاصمة لها. كان المجلس بمثابة الذراع التشريعي لمحمية فلسطين بأكملها.

### العلاقات الخارجية

#### تعرُّف
مصر التي تلاعبت بتشكيلها اعترفت بفلسطين كلها في 12 أكتوبر وتلتها سوريا ولبنان في 13 أكتوبر والمملكة العربية السعودية في 14 أكتوبر واليمن في 16 أكتوبر. وكان العراق قد اتخذ قراره رسميا في الثاني عشر من الشهر الجاري لكن لم يتم الإعلان عنه. وقد دعمت كل من بريطانيا العظمى والولايات المتحدة الأردن حيث قالت الولايات المتحدة إن دور المفتي في الحرب العالمية الثانية لا يمكن نسيانه أو العفو عنه.
وبعد فترة وجيزة أعلن مؤتمر أريحا أن الملك عبد الله الأول ملك شرق الأردن هو "ملك فلسطين العربية". ودعا المؤتمر إلى اتحاد فلسطين العربية والأردن وأعلن عبد الله عن نيته ضم الضفة الغربية. وعارضت بقية الدول الأعضاء في جامعة الدول العربية خطة عبد الله.

### جوازات السفر

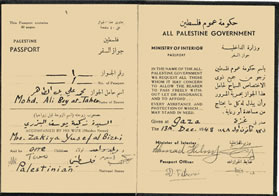
1948 جواز سفر فلسطيني رقم 1 حكومة عموم فلسطين

خلال معظم فترة وجودها كانت محمية فلسطين بأكملها تحت الإدارة المصرية بحكم الأمر الواقع مع أن مصر لم تطالب بأية أراض فلسطينية أو تضمها. ولم تمنح مصر الجنسية للفلسطينيين في غزة. أصدرت جوازات سفر فلسطينية شاملة للفلسطينيين المقيمين في قطاع غزة ومصر ولم يُسمح لهم بالتنقل بحرية إلى مصر. ولكن هذه الجوازات لم تعترف بها سوى ست دول عربية. وتوقف إصدار جوازات السفر عندما حلت حكومة عموم فلسطين مع أن بعض الدول استمرت في الاعتراف بها لبعض الوقت.

### الجيش
أحيت حكومة عموم فلسطين جيش الجهاد المقدس بهدف معلن وهو "تحرير فلسطين ". ولكن الجيش لم يتعافَ فعلياً من هزيمة حرب فلسطين 1947-1949 وكان في الواقع عبارة عن مجموعة من ميليشيات الفدائيين الفلسطينيين. وكثيراً ما شاركت الميليشيات في هجمات مسلحة على مناطق الحدود الإسرائيلية في ما أصبح يعرف باسم تمرد الفدائيين الفلسطينيين.

### الوضع القانوني
قام إرنست أ. جروس المستشار القانوني الكبير في وزارة الخارجية الأميركية بتأليف مذكرة لحكومة الولايات المتحدة بعنوان "الاعتراف بالدول والحكومات الجديدة في فلسطين" بتاريخ 11 مايو/أيار 1948. أعرب عن وجهة نظر مفادها أن "المجتمعين العربي واليهودي سيحق لهما قانونيًا اعتبارًا من 15 مايو/أيار 1948 (تاريخ انتهاء الانتداب البريطاني) إعلان دولتين وتنظيم حكومتين في مناطق فلسطين التي احتلتها كل منهما". وأضاف غروس أن "قانون الأمم يعترف بحق أصيل للأشخاص الذين يفتقرون إلى وكالات ومؤسسات السيطرة الاجتماعية والسياسية في تنظيم دولة وتشغيل حكومة".
ومع أن هذا المبدأ مقبول بشكل عام في القانون الدولي فإن رأي جروس كان مجرد نصيحة داخلية للحكومة الأميركية. وعلى أية حال فإن الانتداب البريطاني انتهى في 15 مايو/أيار 1948. باستثناء اللجنة العربية العليا التي أعادت جامعة الدول العربية تأسيسها عام 1945 لم يكن للمجتمع العربي الفلسطيني حكومة ولا هيكل إداري أو عسكري موحد. واعتمدت على الهدف الذي أعلنته جامعة الدول العربية في 12 نيسان/أبريل 1948 وعلى التوقعات بأن الجيوش العربية سوف تتغلب على المجتمع اليهودي الفلسطيني. ومع تقدم الحرب أصبح عدم فعالية اللجنة واضحا.
وعندما بدا أن القوات العربية لن تتمكن من هزيمة القوات الإسرائيلية (ومع قيام الملك عبد الله الأول ملك الأردن باتخاذ خطوات لضم الضفة الغربية) أتخذت تدابير سياسية جديدة في شكل إحياء حكومة عموم فلسطين. ولكن مع نهاية الحرب أصبحت اللجنة العربية العليا غير ذات أهمية سياسية.
هناك اختلافات في الرأي حول ما إذا كانت محمية فلسطين كلها مجرد دمية أو واجهة للاحتلال المصري بتمويل أو نفوذ مستقل لا يكاد يذكر أو ما إذا كانت محاولة حقيقية لإقامة دولة فلسطينية مستقلة. ومع أن حكومة عموم فلسطين ادعت سلطتها القضائية على كامل أراضي الانتداب البريطاني السابق في فلسطين إلا أن سلطتها القضائية الفعلية لم تمتد في أي وقت إلى ما هو أبعد من قطاع غزة حيث ضمت الأردن الضفة الغربية بينما استحوذت إسرائيل على بقية الأراضي. اعتمدت محمية فلسطين بالكامل على الحكومة المصرية في التمويل وعلى الأونروا لتخفيف محنة اللاجئين الفلسطينيين في قطاع غزة. انتقلت حكومة عموم فلسطين إلى القاهرة في أواخر عام 1948 حيث أصبحت حكومة في المنفى ثم انهارت تدريجيا بسبب عجزها وبعد أربع سنوات أصبحت قسما من أقسام جامعة الدول العربية. انتهت الحماية نهائيا في عام 1959 بموجب مرسوم أصدره ناصر.

## العنصر العسكري
وقد أحيت حكومة عموم فلسطين جيش الجهاد المقدس بهدف معلن هو «تحرير فلسطين». غير أن الجيش لم يسترد قط هزيمة حرب 1948 وكان في واقع الأمر مجموعة من الميليشيات الفدائية الفلسطينية.

## جغرافيا
قطاع غزة هو المنطقة الوحيدة في إقليم الانتداب البريطاني السابق الذي كان تحت السيطرة الإسمية لحكومة عموم فلسطين. أما بقية إقليم الانتداب البريطاني فقد أصبح إما جزءا من إسرائيل أو الضفة الغربية، التي ضمها شرق الأردن (وهي الخطوة التي لم يتم الاعتراف بها دوليا، باستثناء المملكة المتحدة).

## الحل وما بعده
في عام 1959 دمجت المحمية قانونيًا في الجمهورية العربية المتحدة بينما تحولت غزة فعليًا إلى منطقة احتلال عسكري مصري.
في عام 1957 أنشأ القانون الأساسي لغزة مجلسًا تشريعيًا يمكنه إقرار القوانين التي كانت تُسلم إلى المدير العام الأعلى للموافقة عليها. وفي عام 1962 أجريت انتخابات في قطاع غزة المحتل من قبل مصر وأنتخبت 22 عضواً فلسطينياً في المجلس.

## مزيد من القراءة
- Shlaim, Avi (1990). "The rise and fall of the All-Palestine Government in Gaza." مجلة الدراسات الفلسطينية. 20: 37–53.
- Shlaim, Avi (2001). "Israel and the Arab Coalition." In Eugene Rogan and Avi Shlaim (eds.). The War for Palestine (pp. 79–103). Cambridge: Cambridge University Press. (ردمك 0-521-79476-5)